# 澤萊內哈伊 (博希尼夫卡市鎮)
參數所指定的目標頁面不存在，建議更正成存在頁面或直接建立下列一個頁面（建立前請先搜尋是否有合適的存在頁面可以取代）：
- 澤萊內哈伊

48°29′0″N 36°23′5″E / 48.48333°N 36.38472°E
澤萊内哈伊（羅馬化：Zelenyi Hai）是烏克蘭中部第聶伯羅彼得羅夫斯克州錫內利尼科韋區博希尼夫卡市鎮内的村莊。處於薩馬拉河右岸，分別距離扎利兹尼奇内1.5公里、舍夫琴卡2.5公里和科哈尼夫卡4.5公里，海拔高度103米，2001年人口45。